# William Kallenbach
William Kallenbach (* 25. Oktober 2005 in Eisenach) ist ein deutscher Fußballspieler.

## Sportlicher Werdegang
Kallenbach spielte im Nachwuchsbereich des FC Rot-Weiß Erfurt. 2021 wechselte er in die Jugendabteilung des FC Erzgebirge Aue, wo er in der B-Junioren-Bundesliga auflief. Mit dem Aufsteiger schaffte er in der Spielzeit 2021/22 den Klassenerhalt auf dem 13. Tabellenplatz. Anschließend rückte er in die A-Jugend-Mannschaft des Klubs auf, die in der Regionalliga Nordost antrat. Nachdem er bereits zeitweise mit dem Profikader trainiert hatte, feierte er bei einem Regionalpokalspiel im Sachsenpokal gegen die BSG Stahl Riesa zu Beginn des Wettbewerbs 2023/24 sein Pflichtspieldebüt als Einwechselspieler und erzielte beim 4:0-Erfolg den Treffer zum Endstand. Im Verlauf der Spielzeit 2023/24 holte ihn Trainer Pavel Dotchev zeitweise in den Spieltagskader und verhalf ihm am 9. März 2024 bei der 0:2-Niederlage beim 1. FC Saarbrücken zum Profidebüt in der 3. Liga, als er kurz vor Abpfiff für Marvin Stefaniak eingewechselt wurde. Beim folgenden Ligaspiel, einem 2:1-Heimsieg gegen Viktoria Köln, stand er erstmals in der Startelf. Nach Ende der Saison unterzeichnete er beim Klub einen Profivertrag und wurde damit endgültig in den Drittliga-Kader aufgenommen.